# بات هيرست
بات هيرست (بالإنجليزية: Pat Hurst)‏ هي لاعبة غولف أمريكية، ولدت في 23 مايو 1969 في سان ليندرو في الولايات المتحدة.

## وصلات خارجية
- بات هيرست على موقع رابطة لاعبات الغولف المحترفات (الإنجليزية)